# Ballston Spa
Ballston Spa – wieś w Stanach Zjednoczonych, w stanie Nowy Jork, w hrabstwie Saratoga.